# Toendraklimaat

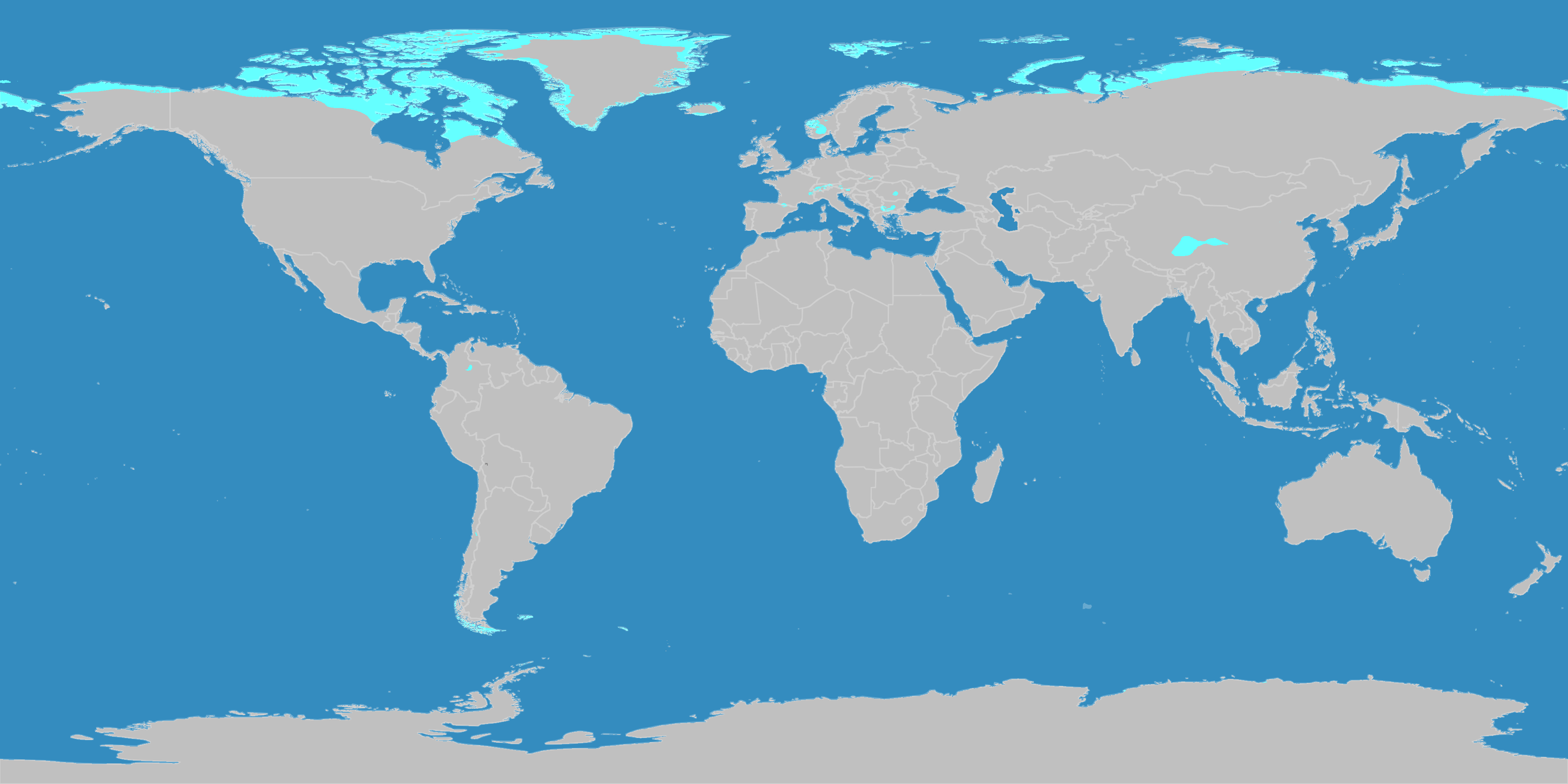
Gebieden met een toendraklimaat (ET)

Het toendraklimaat is het klimaat zoals dat heerst op de toendra en andere klimatologisch gelijksoortige gebieden.
Het toendraklimaat heeft volgens het systeem van Köppen de volgende kenmerken:
- Gemiddelde temperatuur van de koudste maand onder -3°C
- Gemiddelde temperatuur van de warmste maand tussen 0°C en 10°C

Köppen noemt het toendraklimaat het ET-klimaat.
Het toendraklimaat komt onder andere voor in Alaska (VS), Canada, Groenland, Noorwegen, Zweden, Finland en Rusland.
Ook Antarctica heeft voor een deel toendraklimaat.